# Rockets de Grand Rapids
Les Rockets de Grand Rapids sont une franchise de hockey sur glace ayant évolué dans la Ligue internationale de hockey de 1949 à 1956.

## Historique
L'équipe a été créée en 1949 à Grand Rapids au Michigan et évolua durant une saison dans la Eastern Amateur Hockey League avant de joindre les rangs de la LIH. En 1956, la franchise fut relocalisée à Huntington en Virginie-Occidentale et renommée les Hornets de Huntington

### Saisons en LIH
Note: PJ : parties jouées, V : victoires, D : défaites, N : matchs nuls, DP : défaite en prolongation, DF : défaite en fusillade, Pts : Points, BP : buts pour, BC : buts contre, Pun : minutes de pénalité
| Saison    | PJ | V  | D  | N  | Pts | Classement                     | Séries éliminatoires | Entraîneur   |
| --------- | -- | -- | -- | -- | --- | ------------------------------ | -------------------- | ------------ |
| 1949-1950 | 61 | 26 | 21 | 14 | 66  | 1re place EAHL, division Ouest | n/d                  | n/d          |
| 1950-1951 | 56 | 39 | 11 | 6  | 84  | 1er rang LIH                   | n/d                  | n/d          |
| 1951-1952 | 48 | 29 | 13 | 6  | 64  | 1er rang LIH                   | n/d                  | Louis Trudel |
| 1952-1953 | 60 | 27 | 32 | 1  | 55  | 4e rang LIH                    | n/d                  | Louis Trudel |
| 1953-1954 | 64 | 29 | 32 | 3  | 64  | 7e rang LIH                    | n/d                  | Norm Grinke  |
| 1954-1955 | 60 | 28 | 31 | 1  | 57  | 4e rang LIH                    | n/d                  | n/d          |
| 1955-1956 | 60 | 24 | 33 | 3  | 51  | 5e rang LIH                    | n/d                  | n/d          |